# Capella de Sant Esteve
La Capella de Sant Esteve de la Seu d'Urgell és una capella de la Seu d'Urgell (Alt Urgell) inclosa a l'Inventari del Patrimoni Arquitectònic de Catalunya.

## Descripció
Capella d'una nau, coberta amb volta i exteriorment amb pissarra. Porta, ull de bou i campanar de paret al frontis. Es una construcció rústega amb l'aparell arrebossat. Una pedra damunt la porta té inscrita la data 1828. Actualment en desús.